# Myrsine villosissima
Myrsine villosissima är en viveväxtart som beskrevs av A.Dc. Myrsine villosissima ingår i släktet Myrsine och familjen viveväxter. Inga underarter finns listade i Catalogue of Life.